# Oreochromis leucostictus
Oreochromis leucostictus es una especie de peces de la familia Cichlidae en el orden de los Perciformes.

## Morfología
Los machos pueden llegar alcanzar los 36,3 cm de longitud total.

## Distribución geográfica
Se encuentran en África: Lagos Edward, George y Albert. Introducido en el lago Victoria.